# بوچکاریوفکا (شهرستان کارماسکالینسکی، باشقیرستان)
بوچکاریوفکا (انگلیسی: Bochkaryovka, Karmaskalinsky District, Republic of Bashkortostan) یک شهرک در شهرستان کارماسکالینسکی استان باشقیرستان کشور روسیه است.